# خان‌های صوفی
خان‌های صوفی، در استان گیلان . سرکردگی ایل صوفی از سال ۱۳۲۵ خورشیدی با نصرت الله خان صوفی-سیاوش است (سیاوش به معنی سیاهپوش است که به مرور زمان دستخوش تغییرات شده). وی فرزند یحیی خان فرزند نصرالله خان حاکم رانکوه فرزند حاج میرزا محمدعلی خان فرزند حاج جهانگیرخان فرزند حیدر بیگ فرزند علی شاه صوفی می‌باشد.
فهرست بزرگان صوفی هم‌اکنون عبارت است از:
يوسف خان صوفی، امان الله خان صوفی،
محی الدین خان صوفی حسین خان صوفی، عبدالعلی خان صوفی، کریم خان صوفی، ناصر خان صوفی، حسن خان صوفی، جمشید خان صوفی، حبیب الله خان صوفی، طاهر خان صوفی، حاج میرزا خان و سرهنگ محمد خان صوفی - میرزان .
پسر ارشد نصرت اله خان صوفی احمد علی خان صوفی می‌باشد که سمت شهرداری املش را دارا بوده و خدمات بی نظیری به این شهر ارائه نمود.

## منبع
- بهتویی، حیدر، کتاب کرد و پراکندگی او در گستره ایران زمین، محل انتشار تهران، انتشارات خجسته، چاپ نخست فروردین ۱۳۷۷